# Zamlaka
Zamlaka – wieś w Chorwacji, w żupanii varażdińskiej, w gminie Trnovec Bartolovečki. W 2011 roku liczyła 445 mieszkańców. Niedaleko miejscowości przepływa rzeka Drava.
Przez wieś przebiega droga krajowa D2 oraz droga żupańska Ż2071 relacji Zamlaka – Čičkovina – Hrženica – Ludbreg. W sąsiedztwie znajduje się autostrada A4, do której dojazd zapewnia droga D530 krzyżująca się z D2.